# Penya Motorista 10 x Hora
La Penya Motorista 10 x Hora fou una entitat esportiva barcelonina fundada l'any 1947 que es dedicà durant dècades a l'organització de competicions de motociclisme i d'automobilisme. Fou coneguda especialment per haver organitzat durant gairebé vint anys una de les proves de motocròs més prestigioses del món, el Gran Premi d'Espanya (inicialment al Circuit de Santa Rosa i d'ençà de 1968 al del Vallès), a més d'altres proves emblemàtiques com ara el Ral·li Costa Brava, la Pujada al Farell o la Pujada a Sant Feliu de Codines.

## Història
L'entitat, fundada el 8 de juliol de 1947, nasqué com a escissió d'una agrupació ciclista, quan alguns dels seus membres canviaren les bicicletes per motocicletes de petita cilindrada per a fer sortides. D'aquella època li ve el nom, ja que els socis feien sovint la broma que «amb aquests ciclomotors no passem de 10 per hora!». Un cop constituïda la Penya, fins al 1961 varen fer les reunions de socis a la cerveseria "La Bohemia" de la Ronda de Sant Pau, a Barcelona; després canviaren el punt de trobada al bar "La Viuda" del carrer Amigó, fins que el 4 de juny de 1966 inauguren el seu local social al número 27 del carrer Atenes d'aquesta ciutat.
Des de la primera Junta de la Penya, presidida per Gabriel Cos, els presidents de l'entitat han estat Miquel Pons, Ignasi Ribas, Gabriel Cos de nou, Rafael Marina, Jordi Viñas, Francesc Folch, Jordi Farell, Joan Pons i Albert Piera. El qui ho fou més anys fou Francesc Paco Folch, president del 3 de maig de 1967 al 8 de novembre de 1979, coincidint amb l'època de màxima esplendor de l'entitat. Sota l'empenta de Folch, la Penya consolidà els dos esdeveniments internacionals que li han donat nom: el Gran Premi d'Espanya de Motocròs (impulsat per l'anterior president, Jordi Viñas, el 1964) i el Ral·li Costa Brava (estrenat el 1953).

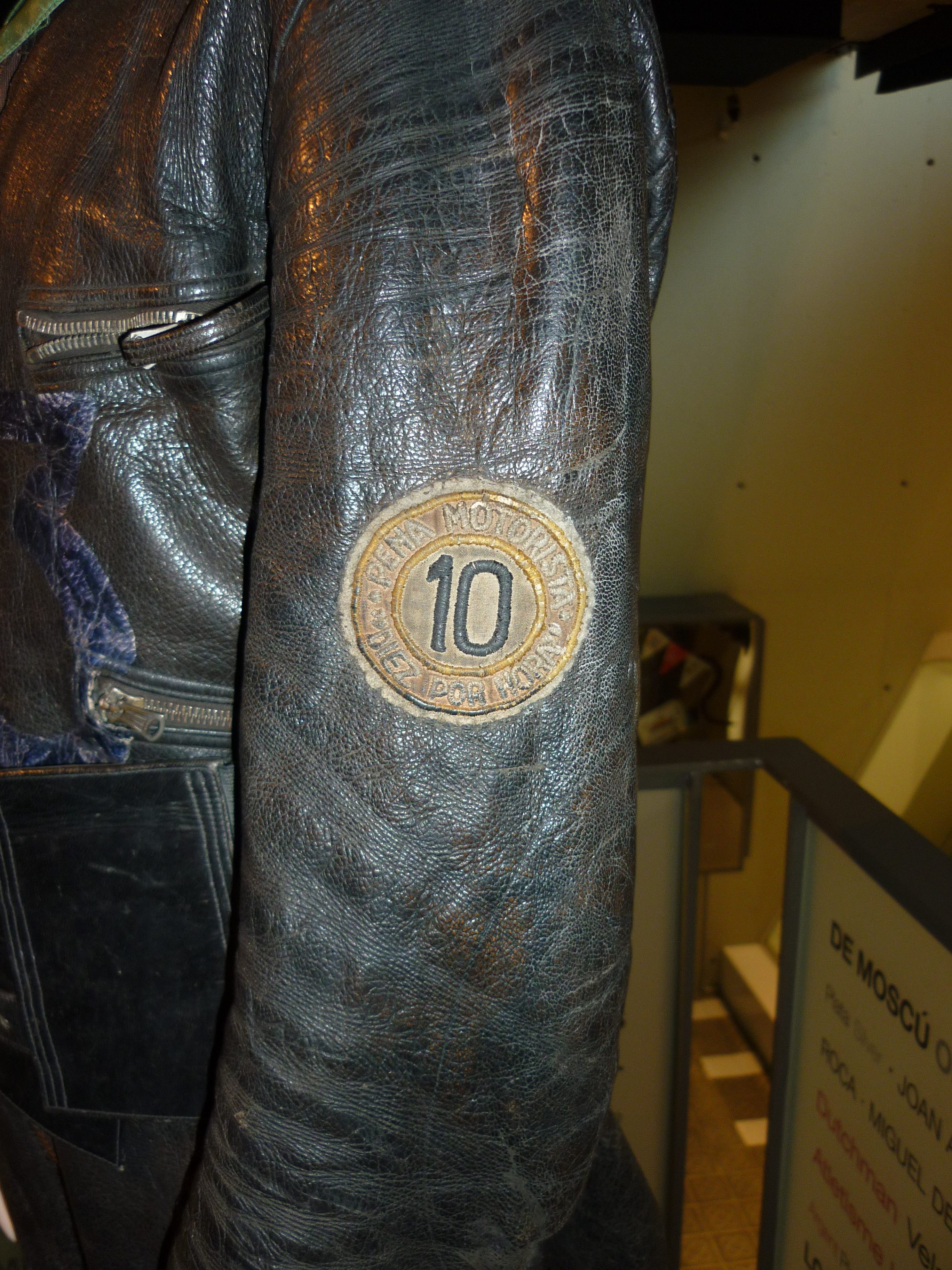
Insígnia de la Penya Motorista 10 x Hora a la màniga d'una caçadora d'Alfredo Flores dels volts de 1950

El 1987, a causa de necessitats federatives internacionals, el Ral·li Costa Brava es fusionà amb el Ral·li Catalunya i nasqué així el Ral·li Catalunya-Costa Brava, passant a ésser organitzada la prova pel RACC. Aquell fou un cop dur per a la Penya (entitat que ja havia perdut el seu altre esdeveniment de renom, el Gran Premi de Motocròs, el 1983), i de resultes d'això entrà en un període de poca activitat. Uns anys més tard, cap al 1990, la Junta presidida per Albert Piera tornava a encarar el futur amb optimisme, un cop passats els mals temps.
Entre els socis de renom que en algun moment o altre han estat afiliats a la Penya, hi ha Hans Bäbler, Eugenio Baturone, Miquel Brunells, Salvador Cañellas, Juan Fernández, Manuel Juncosa, Antoni Zanini i Paco Torredemer.

### Actualitat
L'entitat es dissolgué per sentència judicial 665/95 del Jutjat de Primeria Instància de Barcelona en data 20 de juliol de 1995, esdevenint-ne els drets i titularitat propietat de la Federació Catalana d'Automobilisme (FCA). Tot i un primer intent de recuperar l'entitat el 18 de novembre de 2012, en arribar a un acord entre el Club AB Motorsport i la FCA , per cedir l'ús del nom i el logotip de la Penya Motorista 10 x Hora a aquest club, per a un període de 3 anys. Des d'aleshores, la renascuda Penya col·laborà en l'organització d'algunes proves del Campionat de Catalunya de Muntanya (Pujada al Farell, Pujada a Marganell, etc.) i altres esdeveniments.
L'intent de recuperació va ser fallit i els drets van tornar a mans de la FCA fins al juliol de 2025, quan la federació, després d'aprovar-ho en assemblea, va decidir dur a terme un concurs d'adjudicació dels drets del nom i el logotip de la Penya Motorista 10 x Hora.

## Esdeveniments
Els principals esdeveniments organitzats per la Penya Motorista 10 x Hora al llarg de la seva història són aquests:
- Ral·li Costa Brava (1953-1986)
- Gran Premi d'Espanya de Motocròs 250cc (1964-1983)
- Trial de Reis (1967-1983)
- Volta al Vallès de Regularitat (estrenada el 1952)
- Pujada a Sant Feliu de Codines (estrenada el 1959)
- Pujada Sant Cugat-Tibidabo (estrenada el 1963)
- Pujada al Farell (estrenada el 1967)
- Ral·li d'Hivern (estrenat el 1958)
- Ral·li de Primavera (estrenat el 1966)
- Ral·li Tres Costes (estrenat el 1966)

A banda, l'entitat organitzà tota mena de proves puntuals, com ara la primera cursa de camions de Catalunya o l'únic Gran Premi de Sidecarcross mai celebrat a Catalunya, el Gran Premi d'Espanya de 1984.

### El Ral·li Costa Brava
Pel que fa al Ral·li Costa Brava, des del 1953 (any del seu llançament) fins al 1977 hi participaven motos i cotxes alhora. El 1969 esdevingué internacional i el 1972, puntuable per al Campionat d'Europa. Entre 1980 i 1984 puntuava amb el coeficient màxim dins el campionat, amb la qual cosa hi participaven els millors pilots de l'època, amb una gran assistència de públic. La prova es disputava a mitjan febrer, un cop corregut el Ral·li de Montecarlo, i com a curiositat, passava sovint que el guanyador del Ral·li Costa Brava acabava esdevenint Campió d'Europa de l'especialitat.